# Patrick Moore (Astronom)

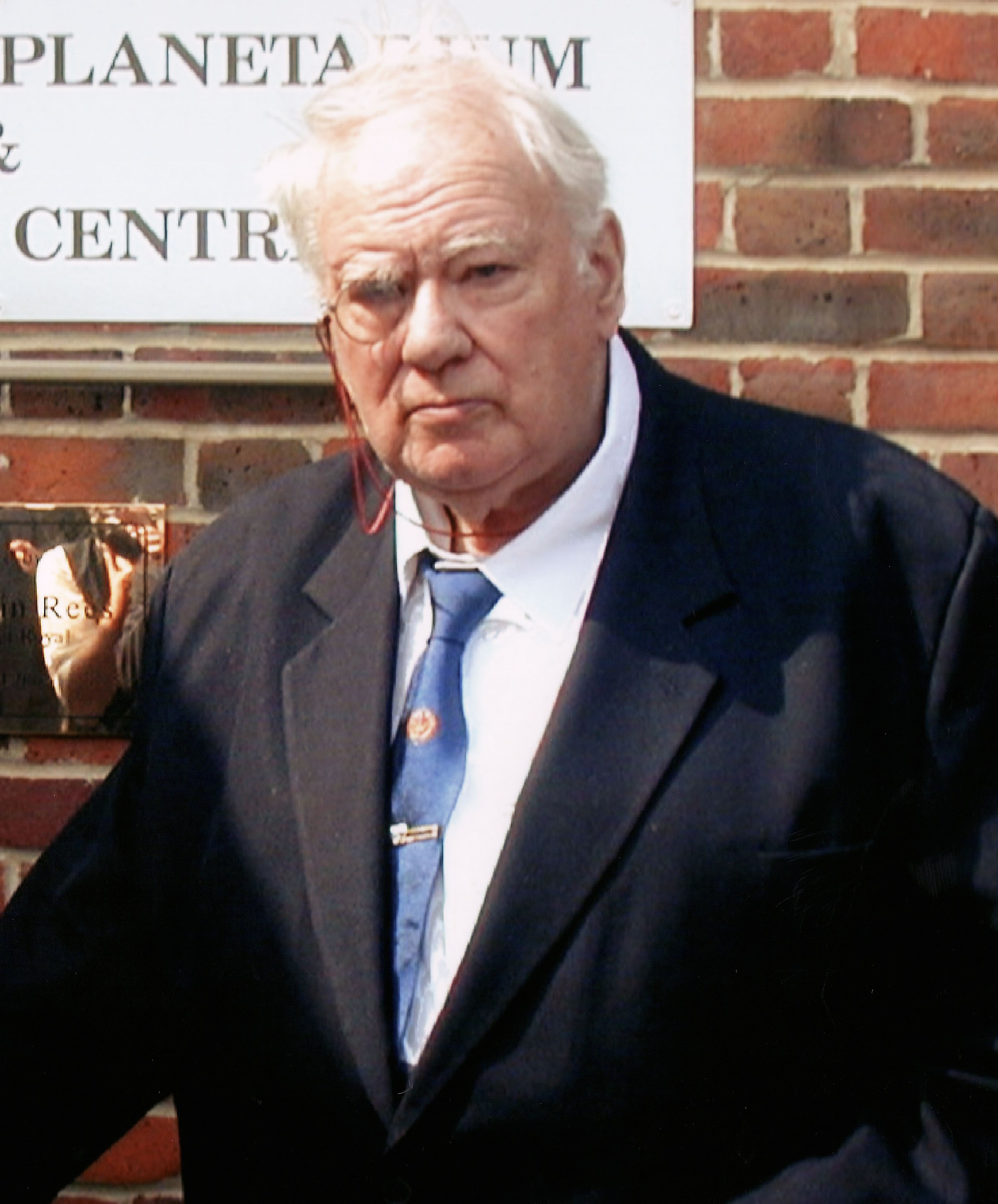
Patrick Moore (2009)

Sir Patrick Alfred Caldwell-Moore (CBE, FRS, FRAS; * 4. März 1923 in Pinner, Middlesex, heute London Borough of Harrow; † 9. Dezember 2012 in Selsey, West Sussex) war ein englischer Astronom, Autor zahlreicher populärwissenschaftlicher und einiger Science-Fiction-Bücher und Fernsehmoderator.

## Leben
Seit Patrick Moore sechs Jahre alt war, wohnte er in Sussex, England. Zwischen seinem siebten und zwölften Lebensjahr war Patrick Moore häufiger krank, so dass er die Schule nicht besuchen konnte und zumeist zu Hause unterrichtet wurde. In dieser Zeit bekam er von seiner Mutter eine Ausgabe von The Story of the Solar System, die seine lebenslange Leidenschaft für die Astronomie weckte.
Von bleibendem Eindruck für den 10-jährigen Buben war ein Familienbesuch beim Brockhurst Observatory im August 1933. Es regte auch sein lebenslanges Faible für visuelle Beobachtungen an. Nach dem langjährigen Direktor William Sadler Franks (1851–1935) übernahm Moore die Leitung des Observatoriums. Als der Besitzer Hanbury starb, wurde es 1939 abgebaut, der Cooke-Refraktor verkauft und Franks umfangreiche  Beobachtungsbücher an Moore übergeben.
Während des Zweiten Weltkrieges diente er als Navigator beim Bomberkommando der Royal Air Force. Um überhaupt in die Royal Air Force aufgenommen zu werden, hatte er seine Gesundheitszeugnisse gefälscht und ein falsches Alter angegeben (Moore war beim Eintritt erst siebzehn Jahre alt).
Gegen Ende des Krieges begann er, mit selbstgebauten Spiegelteleskopen von seinem Garten aus den Mond zu beobachten. Seine ausführlichen Beobachtungen, Aufzeichnungen und Karten machten ihn zu einem Experten auf diesem Gebiet. 1968 prägte er den Begriff Transient Lunar Phenomena.
1959 benutzte die Sowjetunion seine Karten, um sie mit den ersten Fotos der Lunik-3-Mission zu vergleichen. Er war auch bei der Vorbereitung der Apollo-Missionen beteiligt, um einen geeigneten Landeplatz zu finden. Von 1965 bis 1968 war er Direktor des Armagh Planetariums.
Patrick Moore hat mehr als 70 Bücher über Astronomie geschrieben, unter anderem eine Auflistung interessanter Objekte für amateurastronomische Beobachtungen, den Caldwell-Katalog.
Seit April 1957 präsentierte er einmal monatlich die beliebte Sendung The Sky at Night in der BBC. Er erhielt dafür einen Eintrag im Guinness-Buch der Rekorde als dienstältester Fernsehmoderator. 2010 hatte er einen Cameo-Auftritt in der BBC-Serie Doctor Who in der Episode The Eleventh Hour.
Seine Bücher und Fernsehsendungen machten die Astronomie in Großbritannien populär und beeinflussten Generationen von Astronomen sowie die Art und Weise, in der Erwachsenenbildung populäre Astronomie zu fördern.
Daneben schrieb er auch einige Science-Fiction-Erzählungen. Eine davon erschien 1977 im Magazin Scott Saunders Space Adventure, das sich vornehmlich an jüngere Leser richtete.
Neben seiner Vorliebe für die Astronomie war Patrick Moore ein passabler Musiker, der Xylophon und Klavier spielte.
In den 55 Jahren Laufzeit seiner monatlich ausgestrahlten BBC-Sendung fehlte Moore nur ein einziges Mal wegen einer fast tödlich verlaufenen Lebensmittelvergiftung.
1982 wurde der Asteroid (2602) Moore nach ihm benannt.
Im Jahre 2001 wurde Moore von der britischen Königin zum Ritter geschlagen.
Patrick Moore war nie verheiratet. Seine Verlobte Lorna, eine Krankenschwester, kam 1943 bei einem deutschen Luftangriff auf London ums Leben.
Sein Haus in Selsey, West Sussex nannte er Farthings.

## Werke (Auswahl)

### Sachbücher
- Suns, myths and men
  - Wir im Weltall. Kleiner Roman der Astronomie. Übersetzung Egon Larsen. Vorwort Günter D. Roth. Ebenhausen bei München : Langewiesche-Brandt, 1955
- The Planet Venus (1961)
- The Amateur Astronomer (1970)
- The Atlas of the Universe (1970)
- Guinness book of Astronomy (1985 und 1993 von Harro Zimmer ins Deutsche übersetzt)
- Patrick Moore’s Yearbook of Astronomy (1963–81)
- Atlas of the Solar System (1983)
- The New Atlas of the Universe (1984)
- Atlas of Neptune (1994)
- The Story of the Telescope (1997)
- Stargazing: Astronomy without a Telescope
- Exploring the Night Sky with Binoculars
- The Wondering Astronomer (2000)
- The Astronomy Encyclopedia (2002)
- Bang! The Complete History of the Universe (2006) mit Brian May und Chris Lintott – dt. Bang!: die ganze Geschichte des Universums (2007)

### Romane
- The Frozen Planet (1954)
- Destination Luna (1955)
- Wheel in Space (1956)
- Captives of the Moon (1960)
- Planet of Fire (1969)
- How Britain Won the Space Race (1972) mit Desmond Leslie; dieses Werk zählt mit zu den Inspirationsgebern für das Steampunk-Genre.[8]